# Manuela Secolo
Manuela Secolo est une joueuse italienne de volley-ball née le 22 février 1977 à Trévise. Elle mesure 1,80 m et joue au poste de réceptionneuse-attaquante. Elle totalise 76 sélections en équipe d'Italie.

## Clubs
| Club                  | Pays   | De        | À         |
| --------------------- | ------ | --------- | --------- |
| Albatros Treviso      | Italie | 1991-1992 | 1993-1994 |
| Pol. Mogliano         | Italie | 1994-1995 | 1994-1995 |
| A.G.S. San Donà       | Italie | 1995-1996 | 1998-1999 |
| Volley 2002 Forlì     | Italie | 1999-2000 | 2001-2001 |
| Teodora Ravenna       | Italie | 2001-2002 | 2001-2002 |
| Scavolini Pesaro      | Italie | 2002-2003 | 2002-2003 |
| Volley Bergamo        | Italie | 2003-2004 | 2006-2007 |
| Chieri Volley         | Italie | 2007-2008 | 2007-2008 |
| Olympiakos Le Pirée   | Grèce  | 2008-2009 | 2008-2009 |
| Villa Cortese         | Italie | 2009-2010 | 2009-2010 |
| Universal Modena      | Italie | 2010-2011 | 2010-2011 |
| Crema Volley          | Italie | 2011-2012 | 2011-2012 |
| River Volley Piacenza | Italie | 2012-2013 | 2012-2013 |
| Pallavolo Piacentina  | Italie | 2013-2014 | …         |

## Palmarès

### Équipe nationale
- Championnat d'Europe (2)
  - Vainqueur : 2007, 2009

- Coupe du monde (1)
  - Vainqueur : 2007

### Clubs
- Ligue des champions (2)
  - Vainqueur : 2005, 2007.

- Coupe de la CEV (1)
  - Vainqueur : 2004.

- Championnat d'Italie (2)
  - Vainqueur : 2004, 2006, 2013.

- Coupe d'Italie (2)
  - Vainqueur : 2006, 2010, 2013.

- Supercoupe d'Italie
  - Vainqueur: 2004.
- Challenge Cup
  - Finaliste : 2013.